# Lotus Organizer
Lotus Organizer je kalendář a poštovní klient. Svým designem je jako jediný opravdu velmi podobný skutečnému kalendáři. Uvnitř je poštovní klient adresářová databáze včetně možností komunikace mobilních telefonů firem Nokia, Motorola atd.
Tento klient je až do verze 6 portován v českém jazyce (neoficielní portace zdarma na internetu). Jeho pokračovatelem a zdokonalením je Lotus Notes jež je schopen tvorby vlastních profesionálních aplikací (účetnictví podnikové informační systémy web služby atd.).